# Psammocora contigua
Psammocora contigua är en korallart som först beskrevs av Eugen Johann Christoph Esper 1797.  Psammocora contigua ingår i släktet Psammocora och familjen Siderastreidae. IUCN kategoriserar arten globalt som nära hotad. Inga underarter finns listade i Catalogue of Life.